# Lazarus (ミュージカル)
『Lazarus』あるいは『LAZARUS -ラザルス-』は、デヴィッド・ボウイの楽曲をフィーチャーしたジュークボックス・ミュージカルであり、エンダ・ウォルシュの脚本による。ウォルター・テヴィスの1963年の小説『地球に落ちて来た男』( The Man Who Fell to Earth )で描かれた、地球に取り残され、死ぬことも故郷の惑星に帰ることもできない人型の宇宙人、トーマス・ニュートンの物語の続編である。『Lazarus』は2015年11月18日にオフ・ブロードウェイのニューヨーク・シアター・ワークショップで初演され、2016年1月20日まで上演された。その後、ウエスト・エンドのキングス・クロス・シアターで2016年10月25日から2017年1月22日まで上演された。
『Lazarus』は、2016年1月10日に亡くなる前にボウイが完成させた最後の作品の一つである。ボウイが最後に公の場に姿を現したのは、2015年12月7日のオフ・ブロードウェイ公演の初日の夜であった。ニューヨーク市長室は、オフ・ブロードウェイ公演の最終日である2016年1月20日を「デヴィッド・ボウイの日」と宣言し、この宣言文は最終公演のカーテンコールでマネージング・ディレクターのジェレミー・ブロッカーに手渡された。
オリジナル・キャスト・アルバムは、ボウイの死去の翌日、2016年1月11日にレコーディングされる予定だった。キャストと演奏者は、スタジオに到着した際に彼の死を知らされた。